# George Vasilievici
George Vasilievici (n. 3 iunie 1978 - d.10 aprilie 2010, Constanța) este un poet și prozator român contemporan.

## Biografie
S-a născut la Constanța. A absolvit Facultatea de Științe Economice, din cadrul Universității „Ovidius”.
A debutat în anul 2001, cu volumul de poezie Gabi78. 
Poet și prozator, membru al Cenaclului de Marți din Constanța și al Asociației Arte / Litere ASALT, a fost redactor și redactor-șef al revistei Tomis, publicând și în mediul on-line literar (Hyperliteratura, Club literar) . Poezia sa a fost tradusă în engleză, franceză, arabă, slovenă, germană și sârbă. A fost membru al Uniunii Scriitorilor din România, cu participări la edițiile din 2006 (București), 2007 (Cluj-Napoca) și 2009 (Alba Iulia) ale Colocviului Tinerilor Scriitori .
Pe 10 aprilie 2010, la vârsta de 32 de ani, s-a sinucis în apartamentul său din Constanța .

## Opera

### Poezie
- Gabi78, Editura Vinea, 2001.
- Featuring, Editura Vinea, 2004, volum colectiv realizat alături de Ștefan Caraman și Ondine Dietz.
- Cerneală, Editura Pontica, 2004.
- Camera cu două camere, Editura Tomis, 2006.
- W.C.rul, Editura Vinea, 2007.

### Proză
- YoYo, Editura Tomis, 2008.
- Viseptol, apărut postum la Casa de Pariuri Literare, 2011 [6].

### Antologii editate și îngrijite postum
- Antologia George Vasilievici, Editura Hyperliteratura, 2020, realizată de Claudiu Komartin și Andrei Ruse[7].